# Папуга (рід)
Папуга  (Psittacus) — рід птахів родини папугових (Psittacidae). Містить два види.

## Поширення
Ці папуги трапляються в первинних та вторинних тропічних лісах Західної та Центральної Африки.

## Види
Традиційно рід вважався монотиповим з одним видом Psittacus erithacus. У 2012 році запропоновано виокремити підвид P. e. timneh, на основі різниці в забарвленні оперення, дзьоба і вокалізацією, а також генетичною відмінністю.
Види
- Папуга сірий, або жако (Psittacus erithacus)
- Папуга бурохвостий (Psittacus timneh)